# 赖特 (北莱茵-威斯特法伦州)
赖特（德語：Rheydt，德語發音：[ˈʁaɪt]）是德国北莱茵-威斯特法伦州城市门兴格拉德巴赫的一个区。1975年之前，赖特是一个独立的城市。